# Fate of Norns
Fate of Norns es el quinto álbum de estudio completo de la banda de death metal sueco Amon Amarth (banda). Fue lanzado el 6 de septiembre de 2004 a través de Metal Blade Records y continuó con un sonido más lento y pesado que había comenzado en su anterior álbum Versus the World. Antes de que Fate of Norns fuera lanzado oficialmente por Metal Blade, las copias de promoción se distribuyeron con extras de CD-ROM que incluyen fotos, biografías, hojas y logotipos. El álbum fue lanzado en formato LP convencional, así como en una edición limitada de digipak. El último incluye un DVD de bonificación en vivo, Amon Amarth Live en Grand Rokk, que presenta grabaciones en vivo y tomas de tres cámaras de una actuación en vivo en Reykjavík, Islandia, el 5 de marzo de 2004. "The Pursuit of Vikings" también se convirtió en música vídeo.

## Lista de canciones
| N.º | Título                            | Duración |  |
| 1.  | «An Ancient Sign of Coming Storm» | 4:39     |  |
| 2.  | «Where Death Seems to Dwell»      | 4:58     |  |
| 3.  | «The Fate of Norns»               | 5:58     |  |
| 4.  | «The Pursuit of Vikings»          | 4:30     |  |
| 5.  | «Valkyries Ride»                  | 4:57     |  |
| 6.  | «The Beheading of a King»         | 3:24     |  |
| 7.  | «Arson»                           | 6:45     |  |
| 8.  | «Once Sealed in Blood»            | 4:50     |  |

## Integrantes
- Johan Hegg – Cantante
- Olavi Mikkonen – Guitarrista
- Johan Söderberg – Guitarrista
- Ted Lundström – Bajista
- Fredrik Andersson – Baterista